# Лилсфелд
Лилсфелд (њем. Lülsfeld) општина је у њемачкој савезној држави Баварска. Једно је од 29 општинских средишта округа Швајнфурт. Према процјени из 2010. у општини је живјело 806 становника. Посједује регионалну шифру (AGS) 9678153.

## Географски и демографски подаци
Лилсфелд се налази у савезној држави Баварска у округу Швајнфурт. Општина се налази на надморској висини од 252 метра. Површина општине износи 11,2 km². У самом мјесту је, према процјени из 2010. године, живјело 806 становника. Просјечна густина становништва износи 72 становника/km².